# Maria Isabel Aboim Inglês
Maria Isabel Hahnemann Saavedra de Aboim Inglês (* 7. Januar 1902 in Mercês, Lissabon; † 7. März 1953 in Campo Grande, Lissabon) war eine portugiesische Feministin, Aktivistin gegen die portugiesische Diktatur und Hochschullehrerin.

## Leben
Aboim Inglês wurde als Maria Isabel Hahnemann Saavedra in einer bürgerlichen Familie in Lissabon geboren. Sie war die Tochter von Elisa Augusta Hahnemann und Juan (oder João) Saavedra, einem spanischen Republikaner und Atheisten, der die portugiesische Staatsbürgerschaft angenommen hatte. Ihr Großvater mütterlicherseits, João Hahnemann, war deutscher und portugiesischer Abstammung, ein Verwandter der Morgados von São Jacinto und Cousin des ersten Conde de São João de Ver. Sie hatte zwei Geschwister, Maria Cristina Hahnemann Saavedra de Sousa Marques und Delfim Hahnemann Saavedra.
Aboim Inglês wurde von ihrer Mutter katholisch erzogen, bekannte sich aber als Jugendliche wie ihr Vater zum Atheismus. Sie erhielt eine Schulbildung am Liceu Pedro Nunes, wo sie auch einen Ergänzungskurs in Literatur absolvierte.
Während ihrer Schulzeit lernte sie Carlos Lopes de Aboim Inglês (1899–1942) kennen, später Chemie- und Bergbauingenieur, Freimaurer und antifaschistischer Aktivist, den Sohn von António Lobo de Aboim Inglês, einem Ingenieur und Landwirtschaftsminister in der Regierung von António Joaquim Granjo während der Ersten Portugiesischen Republik, den sie im Alter von 20 Jahren heiratete. Nach der Trauung zog sie nach Beja, wo ihr Mann arbeitete, und später nach Alcântara. Aus der Ehe gingen fünf Kinder hervor: Maria Isabel (* 1923), Maria Luísa (* 1924), später Malerin, Margarida (* 1926), später Agronomin, Carlos (1930–2002), später Führer der Kommunistischen Partei Portugals, und António Hahnemann Saavedra de Aboim Inglês (* 1931).
Erst nach der Geburt ihres fünften Kindes besuchte Aboim Inglês die Fakultät für Geisteswissenschaften der Universität Lissabon und schloss 1936 ein Studium der historisch-philosophischen Wissenschaften ab. Aufgrund ihres ausgezeichneten Abschlusses wurde sie noch im selben Jahr von Professor João António de Matos Romão eingeladen, als seine Assistentin für experimentelle Psychologie zu arbeiten, aber aufgrund des Alters ihrer Kinder und der Befürchtung, ihre Ausbildung nicht mit der vorgeschlagenen Stelle vereinbaren zu können, lehnte sie das Angebot ab. Zwei Jahre später legte sie eine Arbeit zum Lizenziat mit dem Titel A Influência dos Descobrimentos na Sociedade Portuguesa („Der Einfluss von Entdeckungen auf die portugiesische Gesellschaft“) vor.
Aboim Inglês gründete 1938 mit Unterstützung ihres Mannes in Lissabon das Colégio Feminino Fernão de Magalhães, das eine säkulare, fortschrittliche und soziale Bildung förderte und in der Schülerinnen aus verschiedenen Schichten der portugiesischen Gesellschaft in durchmischten Klassen zusammenkamen.
Drei Jahre später, 1941, erhielt Aboim Inglês erneut einen Ruf an die Philosophische Fakultät der Universität Lissabon, diesmal von Professor Francisco Vieira de Almeida, als Assistenzprofessorin für antike Philosophie und Psychologie. Sie nahm die Stelle an und arbeitete zunächst als Assistenzprofessorin und dann als ordentliche Professorin. Auf Einladung von Francisco Gentil Martins unterrichtete sie zudem zwischen 1947 und 1949 einen Soziologiekurs an der Fachschule für Krankenpflege des Instituto Português de Oncologia de Lisboa.
Als Feministin und Antifaschistin schloss sie sich in den 1930er Jahren dem von der Ärztin Adelaide Cabete geleiteten  Conselho Nacional das Mulheres Portuguesas an, einer Organisation, die sich der Verteidigung der sozialen und politischen Rechte der Frauen widmete. Später schloss sie sich auch der Associação Feminina Portuguesa para a Paz an, wo sie mit Virgínia Moura, Francine Benoît, Maria Lúcia Vassalo Namorado, Manuela Porto und Elina Guimarães zusammenwirkte.
Aboim Inglês scheute sich nicht, gegen das diktatorische Regime des Estado Novo aufzutreten. 1945 trat sie dem Movimento de Unidade Democrática bei, wo sie als erste Frau Mitglied des Zentralkomitees wurde. 1949 war sie außerdem Mitglied der Kommissionen für Frauen und Soziales und der Zentralkomitees des Movimento Nacional Democrático Feminino und des Movimento Nacional Democrático. In ihrem Haus hielt sie regelmäßig Treffen mit Regimegegnern ab, darunter Bento de Jesus Caraça, Francisco Ramos da Costa, Luís Hernâni Dias Amado, Mário Soares, Maria Lamas, Gustavo Soromenho, Luís da Câmara Reys, Manuel Mendes, Mário de Azevedo Gomes, Maria Palmira Tito de Morais oder Manuel Alfredo Tito de Morais. Der Dichter José Gomes Ferreira bezeichnete sie als „die Unbeugsame“. 1945 wurde sie trotz der Unterstützung einiger Professoren aus der Fakultät für Literatur entlassen und am 13. Dezember 1946 zum ersten Mal unter dem Vorwurf, Kommunistin zu sein, verhaftet, aber am nächsten Tag gegen Kaution freigelassen.
Zwei Jahre später, im Januar 1948, wurde Aboim Inglês zusammen mit anderen Mitgliedern des Zentralkomitees des Movimento de Unidade Democrática  zum zweiten Mal wegen subversiver Aktivitäten und Propaganda verhaftet, nachdem mehr als 1.500 Flugblätter mit Propaganda über die Bewegung verteilt worden waren. Nach zwei Monaten Haft wurde sie freigelassen.
Nur ein Jahr später wurde das von ihr geleitete Colégio Feminino Fernão de Magalhães aufgrund ihrer Beteiligung an der Präsidentschaftskampagne von José Norton de Matos und nach Drohungen der PIDE gewaltsam geschlossen und ihre Diplome annulliert, so dass sie an keiner Bildungseinrichtung des Landes mehr unterrichten durfte. Bei dieser Gelegenheit wurden auch ihr Sohn Carlos und dessen Frau inhaftiert, so dass sie ihre Enkelin Margarida, die damals vier Jahre alt war, unter ihre Vormundschaft nehmen musste. Auch ihre Töchter Maria Luísa und Margarida erhielten Berufsverbot als Lehrerin bzw. als Staatsbedienstete. Aboim Inglês war gezwungen, einen anderen Weg zu finden, um ihren Lebensunterhalt zu bestreiten, und eröffnete noch im selben Jahr ein Nähatelier, gab Nachhilfeunterricht und begann, Werke zu übersetzen, die, um nicht von den Verlegern boykottiert zu werden, nicht unter ihrem Namen veröffentlichte.
Im Jahr 1952 wurde sie zusammen mit dem gesamten Zentralkomitee des Movimento de Unidade Democrática erneut verhaftet.
Sie hielt Kontakt zu Professoren, Schriftstellern und Journalisten, die vom faschistischen Regime verfolgt und überwacht wurden und nach Brasilien geflohen waren, wie Soeiro Pereira Gomes, Manuel Rodrigues Lapa, Agostinho da Silva und Jaime Cortesão. 1953 wurde sie eingeladen, an einer brasilianischen Universität Philosophie zu lehren. Das Regime verweigerte ihr jedoch ohne Vorwarnung kurzfristig einen Pass, nachdem sie bereits einen Großteil ihres Besitzes versteigert hatte. Als sie dagegen appellierte soll António de Oliveira Salazar selbst den Vorgang mit den Worten Ela é mulher, que vá coser meias! („Sie ist eine Frau, soll sie Strümpfe nähen!“) kommentiert haben.
1958, als sie als Zeugin für die Verteidigung mehrerer politischer Gefangener aussagte, wurde sie wegen „Respektlosigkeit“ zu einer Geldstrafe verurteilt, wobei sie eine dreitägige Haftstrafe im Gefängnis im vormaligen Convento das Mónicas, und noch im Gericht inhaftiert wurde. 1960 wurde sie während eines Gefängnisbesuchs bei ihrem Sohn Carlos, der eine achtjährige Haftstrafe wegen seiner Mitwirkung im Partido Comunista Português verbüßte, im Gefängnis von Caxias von den Wärtern angegriffen. Ein Jahr später wurden ihr die politischen Rechte entzogen und sie wurde daran gehindert, bei den Wahlen zur Nationalversammlung als Kandidatin der demokratischen Opposition anzutreten.
Am 7. März 1963 war Aboim Inglês am Steuer ihres Wagens unterwegs, als sie einen Schwächeanfall erlitt und den Wagen anhalten musste. Sie starb kurz darauf im Hospital de Santa Maria in Campo Grande an einem Schlaganfall. Sie ist auf dem Cemitério de Benfica begraben.
Nach der Nelkenrevolution wurde ihr am 30. Oktober 1987 posthum der Rang eines Großoffiziers des Ordem da Liberdade verliehen. In mehreren portugiesischen Gemeinden, darunter Almada (in der Gemeinde Sobreda), Amadora (in Alfornelos), Odivelas (in Pontinha), Moita (in Alhos Vedros) und im Lissaboner Stadtteil Belém sind Straßen nach ihr benannt.